# Antequera

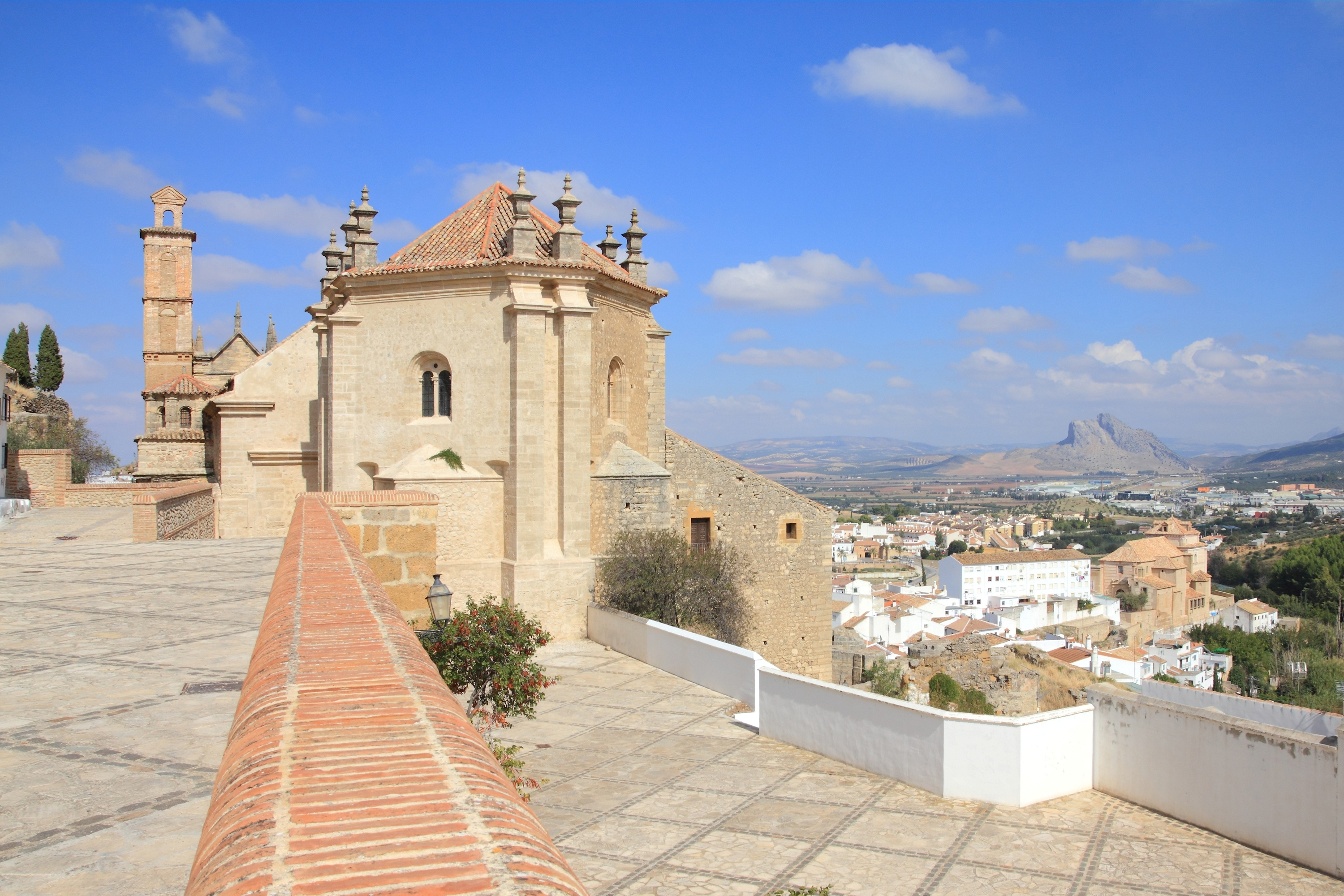
Kolegiata Santa María la Mayor

Antequera – miasto w południowej Hiszpanii, w regionie Andaluzja, w prowincji Malaga, w Górach Betyckich, nad rzeką Guadalhorce. Jest nazywane "el corazón de Andalucía" - "sercem Andaluzji".
W tle miasta widać stromą ścianę skalną Peña de los Enamorados (Skała Kochanków), z którą związana jest legenda o kochankach z Antequery. Według niej, ze szczytu skały skoczyli zakochani w sobie młody chrześcijanin i muzułmańska księżniczka, którym nie pozwolono być razem.
Współrzędne geograficzne: 37°01′N 4°34′W/37,016667 -4,566667. Ludność: 41,2 tys. mieszkańców.
W mieście rozwinął się przemysł spożywczy oraz włókienniczy.

## Historia miasta
Po okresie zasiedlania w epoce kamiennej, czego pozostałościami są pomniki megalityczne w pobliżu miasta, pierwszą trwałą osadę założyli Rzymianie, z czasem okalając Anticarię (nazwa rzymska) systemem drobnych umocnień. Po podboju Płw. Iberyjskiego, Arabowie zbudowali górującą nad miastem fortecę (obecnie zachowane tylko ruiny), która została zdobyta w wyniku rekonkwisty przez Ferdynanda w 1410 roku. Od XVI do XVIII wieku Antequera odgrywała rolę jednego z ważniejszych centrów handlowych regionu.

## Najważniejsze zabytki
- renesansowa Real Colegiata de Santa María Mayor (1515-1550)
- Iglesia de los Remedios, w którym przechowywana jest figura Virgen de las Suertes
- Iglesia de Nuestra Señora del Carmen
- Iglesia de San Sebastian (XVI wiek)
- Convento de la Encarnación
- Alcazaba - arabska twierdza
- Palacio de la Marquesa de las Escalonias
- Arco de los Gigantes

W okolicznych jaskiniach Cueva de Menga i Cueva de Viera odkryto ślady obecności człowieka z epoki kamiennej, w tym megalityczny grobowiec galeriowy o wysokości 6 metrów i komorze długości ponad 16 metrów.

## Miasta partnerskie
- Agde, Francja
- Oaxaca, Meksyk